# Distretto di Tùmėncogt
Il distretto di Tùmėncogt è uno dei tredici distretti (sum) in cui è suddivisa la provincia di Sùhbaatar, in Mongolia. Conta una popolazione di 1.106 abitanti (censimento 2009). 